# Torneo de Guadalajara 2024
El Guadalajara Open Akron 2024 fue un torneo de tenis femenino jugado en cancha duras al aire libre. Se trató de la 4.ª edición del Abierto de Guadalajara, un torneo WTA 500 (degradado de categoría era WTA 1000 en años anteriores). Se llevó a cabo en el Panamerican Tennis Center en Guadalajara, México, del 9 de septiembre al 15 de septiembre.

## Distribución de puntos
| Modalidad           | Campeona | Finalista | Semifinales | Cuartos de final | 2ª ronda | 1ª ronda | Clasificadas | 2ª ronda de clasificación | 1ª ronda de clasificación |
| Individual femenino | 500      | 325       | 195         | 108              | 60       | 1        | 25           | 13                        | 1                         |
| Dobles femenino     | 500      | 325       | 195         | 108              | -        | 1        | -            | -                         | -                         |

## Cabezas de serie

### Individuales femenino
| Tenista              | Ranking | Preclasificada |
| Jeļena Ostapenko     | 10      | 1              |
| Danielle Collins     | 11      | 2              |
| Victoria Azarenka    | 20      | 3              |
| Caroline Garcia      | 30      | 4              |
| Magdalena Fręch      | 43      | 5              |
| Marie Bouzková       | 45      | 6              |
| Veronika Kudermetova | 46      | 7              |
| Caroline Dolehide    | 49      | 8              |

- Ranking del 26 de agosto de 2024.[2]

### Dobles femenino
| Tenista                               | Ranking | Preclasificada |
| Ulrikke Eikeri Ingrid Neel            | 80      | 1              |
| Tímea Babos Nadiia Kichenok           | 87      | 2              |
| Anna Danilina Irina Khromacheva       | 88      | 3              |
| Oksana Kalashnikova Kamilla Rakhimova | 152     | 4              |

## Campeonas

### Individual femenino
Magdalena Fręch venció a  Olivia Gadecki por 7-6(5), 6-4

### Dobles femenino
Anna Danilina /  Irina Khromacheva vencieron a  Oksana Kalashnikova /  Kamilla Rakhimova por 2-6, 7-5, [10-7]